# Enrico Filippini
Enrico Filippini (Locarno, 21 maggio 1932 – Roma, 21 luglio 1988) è stato un giornalista e traduttore svizzero-italiano.

## Biografia
Originario della Vallemaggia, studiò a Milano, Berlino e Monaco. Si laureò con una tesi sui movimenti giovanili e le ideologie pedagogiche in Germania tra il 1890 e il 1930. Dal 1959 al 1968 fu consulente letterario alla Feltrinelli, passando negli anni del terrorismo a Il Saggiatore e poi alla Bompiani. Trasferitosi a Roma nel 1976, collaborò per dodici anni con "La Repubblica", curando le pagine culturali. Una selezione dei quasi cinquecento articoli scritti per il quotidiano venne pubblicata da Einaudi, nel 1990, in una raccolta dal titolo La verità del gatto, con una introduzione di Umberto Eco.
Fu cofondatore del Gruppo 63 (suoi scritti sono su "Il Menabò" e "Marcatré").
Tradusse pensatori quali Edmund Husserl e Walter Benjamin e narratori di lingua tedesca quali Friedrich Dürrenmatt, Thomas Mann, Max Frisch e Günter Grass.
Oltre all'attività di giornalista e traduttore, Filippini scrisse alcuni racconti che riscossero notevole successo di critica e pubblico, pubblicati da Feltrinelli nel 1991 in un volume dal titolo L'ultimo viaggio. Collaborò inoltre con la RAI (tra l'altro al Berlin Alexanderplatz di Rainer Werner Fassbinder, e a programmi su Weimar, Simone Weil, George Orwell ecc.)
Nel 2003 è stata pubblicata Byron & Shelley: un'amicizia eterna, una sua sceneggiatura televisiva, che non fu mai portata sullo schermo.
Le sue carte sono conservate nella Biblioteca cantonale di Locarno.

## Opere
- Germania. Repubblica federale e Berlino, Milano: Touring club italiano, 1983 (con foto di fotografie di Gianni Berengo Gardin)
- Ricordo di Enzo Paci, in "Nuovi argomenti", 19, 1986, pp. 114-124
- La verità del gatto. Interviste e ritratti 1977-1987, a cura di Federico Pietranera, introduzione di Umberto Eco, Torino: Einaudi, 1990 ISBN 88-06-11622-3
- L'ultimo viaggio, Milano: Feltrinelli, 1991 ISBN 88-07-05081-1
- Guglielmo Volonterio, Il delitto di essere qui. Enrico Filippini e la Svizzera, prefazione di Fulvio Papi, Milano: Feltrinelli, 1996 (contiene inediti) ISBN 88-07-42077-5
- Byron & Shelley. Un'amicizia eterna, prefazione di Paolo Mauri, nota di Sergio Frau, Torino: Aragno, 2003 ISBN 88-8419-161-0
- Eppure non sono un pessimista. Conversazioni con Jürgen Habermas, con un saggio di Giacomo Marramao, a cura di Alessandro Bosco, Roma: Castelvecchi, 2013 ISBN 978-88-7615-996-1
- Frammenti di una conversazione interrotta. Interviste 1976-1987, a cura di Alessandro Bosco, Roma: Castelvecchi, 2013 ISBN 978-88-7615-967-1
- L'ultimo viaggio, a cura di Alessandro Bosco, nuova ed. rivista e accresciuta, Milano: Feltrinelli, 2013 ISBN 978-88-07-88283-8
- Marino Fuchs, Enrico Filippini editore e scrittore. La letteratura sperimentale tra Feltrinelli e il Gruppo 63, Roma: Carocci, 2018 (contiene inediti) ISBN 978-88-4308-957-4
- Edoardo Sanguineti, Enrico Filippini, Cosa capita nel mondo. Carteggio 1963-1977, a cura di Marino Fuchs, Milano-Udine, Mimesis, 2018 ISBN 978-88-5754-885-2

### Traduzioni
- Friedrich Dürrenmatt, Il giudice e il suo boia, 1960
- Friedrich Dürrenmatt, Il sospetto, 1960
- Uwe Johnson, Congetture su Jakob, 1961
- Erwin Panofsky, La prospettiva come forma simbolica e altri scritti, 1961
- Max Frisch, Andorra, 1962
- Hans Erich Nossack, Spirale. Romanzo d'una notte insonne, 1962 (con Fleur Mombelli)
- Max Frisch, Il teatro, 1962 (con Aloisio Rendi)
- Uwe Johnson, Il terzo libro su Achim, 1963
- Günter Grass, Gatto e topo, 1964
- Ludwig Binswanger, Tre forme di esistenza mancata: esaltazione fissata, stramberia, manierismo, 1964
- Edmund Husserl, La crisi delle scienze europee e la fenomenologia trascendentale. Introduzione alla filosofia fenomenologica, 1965
- Edmund Husserl, Idee per una fenomenologia pura e per una filosofia fenomenologica, 1965
- Thomas Mann, La morte a Venezia, 1965
- Thomas Mann, Tonio Kröger, 1965
- Thomas Mann, Tristano, 1965
- Alexander Kluge, Biografie, 1966
- Günter Grass, Anni di cani, 1966
- Oskar Panizza, Il concilio d'amore e altri scritti, 1966
- Friedrich Schiller, Maria Stuarda, 1966
- Walter Benjamin, L'opera d'arte nell'epoca della sua riproducibilità tecnica, 1966
- Alfred Andersch, La cecità dell'opera d'arte e altri saggi, 1968
- Peter Handke, Insulti al pubblico, 1968
- Rolf Hochhuth, Soldati. Necrologio per Ginevra, 1968 (con Bruna Bianchi)
- Günter Grass, Tutto il teatro, 1968
- Peter Handke, Teatro, 1969 (con Maria Canziani)
- Alexander Kluge, Gli artisti sotto la tenda del circo: perplessi - L'incredula - Progetto C - Detti di Leni Peickert, 1970 (con Bruna Bianchi)
- Peter Bichsel, La Svizzera dello svizzero, 1970
- Peter Weiss, Trotskij in esilio, 1970
- Walter Benjamin, Il dramma barocco tedesco, 1971
- Joseph Rykwert, La casa di Adamo in paradiso, 1972 (con Roberto Lucci)
- Max Frisch, Guglielmo Tell per la scuola, 1973
- Philippe Sollers, Numeri, 1973
- Max Frisch, Libretto di servizio, 1977
- Frank Wedekind, Re Nicolò, 1981 (con Enrico Groppali)
- Heinrich von Kleist, Pentesilea, 1989
- Max Frisch, Don Giovanni, o L'amore per la geometria, 1991